# Société nationale des constructions aéronautiques du Nord
La Société nationale des constructions aéronautiques du Nord (SNCAN) est une société française née de la nationalisation des constructeurs de matériel de guerre, à la suite de la loi du 11 août 1936.
Elle fut constituée par le regroupement des usines Potez de Méaulte, CAMS de Sartrouville, A.N.F. Les Mureaux aux Mureaux, Amiot de Caudebec-en-Caux et Breguet du Havre.
Elle absorbe la SNCAC en juin 1949 et devient Nord-Aviation en janvier 1958, après l'absorption de la SFECMAS (société française d'étude et de construction de matériels aéronautiques spéciaux) en décembre 1954.

## Historique
Au milieu des années 1930, alors que l'Allemagne a entamé son réarmement depuis le début de la décennie, la France est à la traîne. Son aviation ne peut rivaliser avec l'aviation allemande. Une politique de prototypes avait été initiée en France mais les appareils produits ne répondaient pas aux cahiers des charges ambitieux émis par les Services officiels ou ne pouvaient pas être produits en série assez rapidement. Si bien que ceux-ci étaient déjà obsolètes en entrant en service. Ainsi quand le Front populaire arrive au pouvoir en mai 1936, il décide de nationaliser les deux-tiers de l'industrie aéronautique dans le but de pallier le manque de productivité des constructeurs de l'époque et de rationaliser la production. Ainsi par la loi de nationalisation du 11 août 1936, le gouvernement français réunit les usines et bureaux d'études des plusieurs entreprises privées au sein de six entreprises d'État (SNCASO, SNCASE, SNCAC, SNCAN, SNCAO, SNCAM),. Créées sous le statut de sociétés anonymes d'économie mixte dont l'État détient deux tiers des actions, elles sont dirigées par un conseil d'administration dont tous les membres sont désignés par l'État et dont le président est Henri de l'Escaille.
Durant l'occupation de la France, ses usines durent produire des avions pour l'Allemagne. Lors de la libération, En novembre 1944, la nouvelle SNCAN embauche 1 898 personnes dont 699 étaient sans emploi.

## Quelques productions
- Nord 1000 Pingouin (1945) : monomoteur quadriplace reprise du Messerschmitt Bf(Me) 108 avec moteur Argus allemand d'origine, Nord 1001 avec moteur Renault 6Q11 et Nord 1002 avec moteur 6Q10
- Nord 1100 Noralpha (1946) : monomoteur quadriplace (200 exemplaires) dérivé du Messerschmitt 208 avec un moteur Renault 6Q11
- Nord 1200 Norécrin (1945) : monomoteur de tourisme construit de 1949 à 1955 équipé, suivant les versions, d'un moteur Renault 4P ou Regnier 4L
- Nord 1300 (1945) : planeur monoplace d'entrainement, version française du Grunau Baby
- Nord 2000 (1947) : planeur monoplace de performance, construction française du DFS Olympia Meise prévu comme planeur monotype pour les Jeux olympiques de 1940
- Nord 2501 Noratlas (1949) : bimoteur de transport militaire ayant connu un succès international
- Stampe SV-4b (1946) : biplan d'entraînement (961 exemplaires construits en France et en Algérie)
- NC.856 Norvigie (1954) : monomoteur triplace de liaison et d'observation
- Nord Noroit 1400 (1946) : hydravion bimoteur militaire